# David Zurdo
David Zurdo Saiz (Madrid, 14 de março de 1971) é um escritor, jornalista e roteirista espanhol para televisão e cinema. Seus romances, geralmente em parceria com Ángel Gutiérrez, foram traduzidos para dez idiomas e publicados em dezoito países.

## Biografia
Ele é engenheiro técnico pela Universidade Politécnica de Madrid e estudou ciências físicas na Universidade Nacional de Educação à Distância, embora não tenha concluído esta licenciatura.
Em seu trabalho jornalístico, é diretor da revista Qué Leer, autor de dezenas de artigos, principalmente na revista Más Allá de la Ciencia, no El Mundo e nos manuais da Associação de Autores Científico-Técnicos e Acadêmicos (ACTA).  Foi vice-diretor da série documental El Arca Secreta (Antena 3), roteirista da série documental El Greco. Alma y luz universales (TVE), roteirista de La España de Víctor Ros (TVE), entre outros. 

### Prêmios
Vencedor em 2012, juntamente com Ángel Gutiérrez, do Prêmio Minotauro para romances com La torre proibida. O romance El último secreto de Da Vinci, também escrito em parceria com Ángel Gutiérrez, ganhou o Prêmio Hermética de Romance em 2000. Esta obra vendeu mais de 100.000 exemplares em todo o mundo.

## Obras
- Leonardo da Vinci. El genio detrás del genio (2019)
- Anomalous (2016) (com Hugo Stuven)
- Los límites de la realidad (2016)
- El mensajero de las sombras (2013)
- La torre prohibida (2012)
- El techo del mundo (2011)
- El Sótano (2010)
- 97 segundos (2009)
- La señal (2007)
- 616. Todo es Infierno (2006) no Brasil: 616. Tudo é Inferno (Planeta do Brasil, 2007)
- El diario secreto de Da Vinci (2005) em Portugal: O Diário Secreto de Da Vinci (Sicidea, 2007)
- El último secreto de Da Vinci (2000) no Brasil: O Último Segredo de da Vinci (Novo Século, 2005)

### Antologia
- Relatos insólitos (2014) participação.

### Ensaios (Não-Ficção)
- 100 Misterios Sin Resolver (2015) (com Jose Maria Iñigo)
- 65 maneras de conseguir 600 euros extra (2012)
- La guerra de los códigos secretos (2009)
- La Vida Secreta De Franco (2005)
- Código B (2003)
- La cocina del titanic (1998)

## Filmografia
- Anomalous (2016) Filme, como roteirista. Adaptado do seu livro homônimo.[4]